# عبد اللطيف جريندو
عبد اللطيف جريندو (مواليد 1 أكتوبر 1974) لاعب سابق ومدرب كرة قدم مغربي بدأ مسيرته موسم 1994/1995 مع نادي الأولمبيك البيضاوي وبعدها انتقل إلى نادي الرجاء الرياضي في أواخر سنة 1995 وقضى معه خمسة مواسم.وفي موسم 2000/2001 انتقل إلى نادي أهلي دبي الإماراتي ثم عاد إلى الرجاء الرياضي سنة 2001 ليقضي معه أربعة مواسم ليرحل إلى السعودية وبتحديد مدينة الدمام ليلعب مع نادي الإتفاق السعودي موسم 2005/2006. ورجع مرة أخرى إلى نادي الرجاء البيضاوي سنة 2006 وقضى معه أربعة مواسم قبل أن يقرر اعتزال كرة القدم نهائيا في يوليو 2010. كما سبق له حمل القميص الوطني في 20 مناسبة امتدت من سنة 1995 إلى سنة 2002 ويعد جريندو أكثر لاعب شارك في لقاءات الديربي ضد الوداد البيضاوي بـ 19 مشاركة .

## وصلات خارجية
- عبد اللطيف جريندو على موقع الاتحاد الدولي (مؤرشف)  (الإنجليزية)
- عبد اللطيف جريندو على موقع قاعدة بيانات كرة القدم.إي يو (الإنجليزية)
- عبد اللطيف جريندو على موقع ناشيونال فوتبول تيمز (الإنجليزية)